# Паромная переправа MBTA

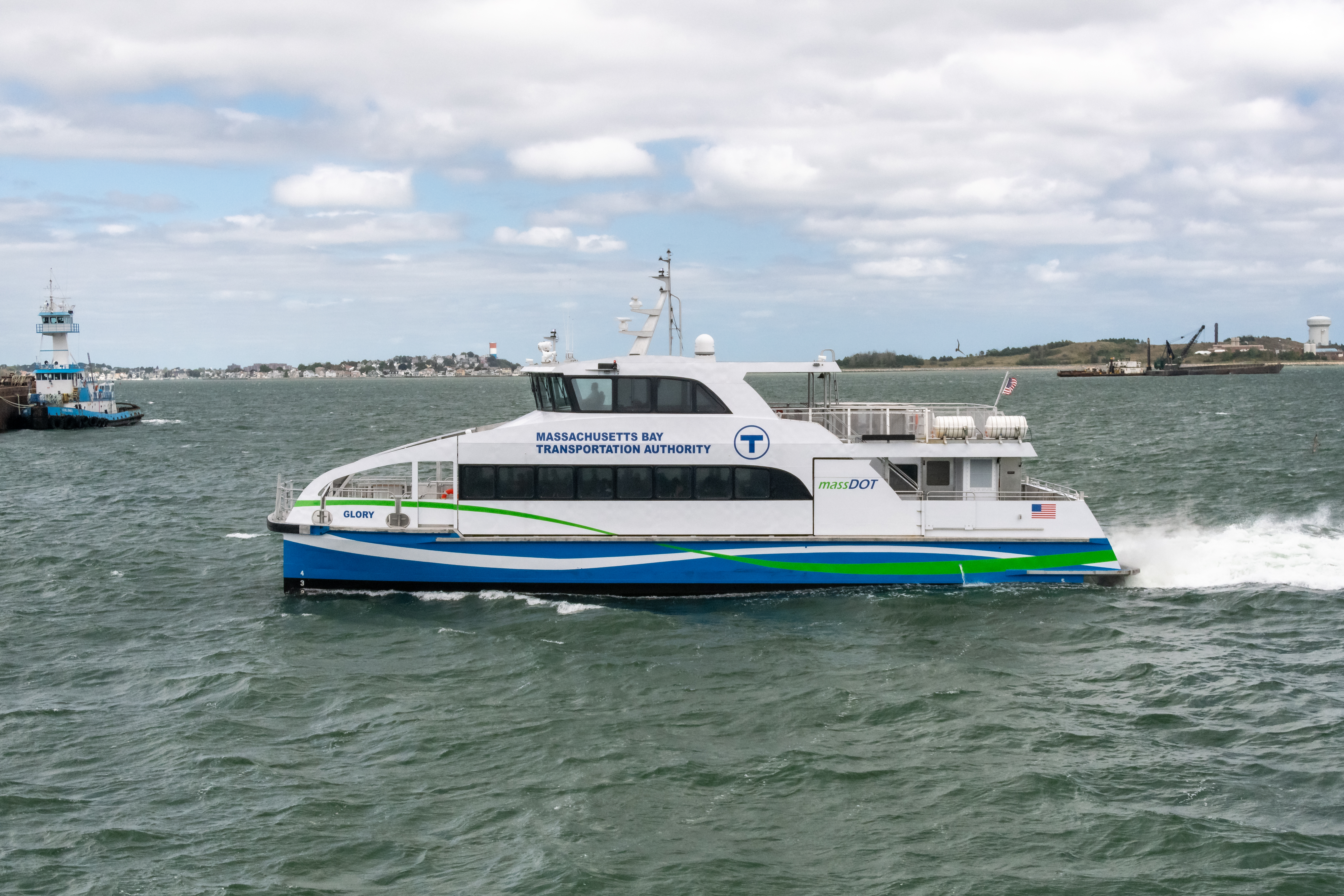
Судно Glory на маршруте F2H

Паромная переправа MBTA — общественная служба предоставления водного транспорта в Большом Бостоне. Паромы обслуживают порт Бостона, а также некоторые пригородные города. Все услуги предоставляются и управляются частными компаниями по контракту с Транспортным управлением залива Массачусетс (англ. MBTA).
В 2005 году, паромы переправляли 4650 пассажиров (0.41 % от общего числа пассажиров MBTA) в день.

## Маршруты

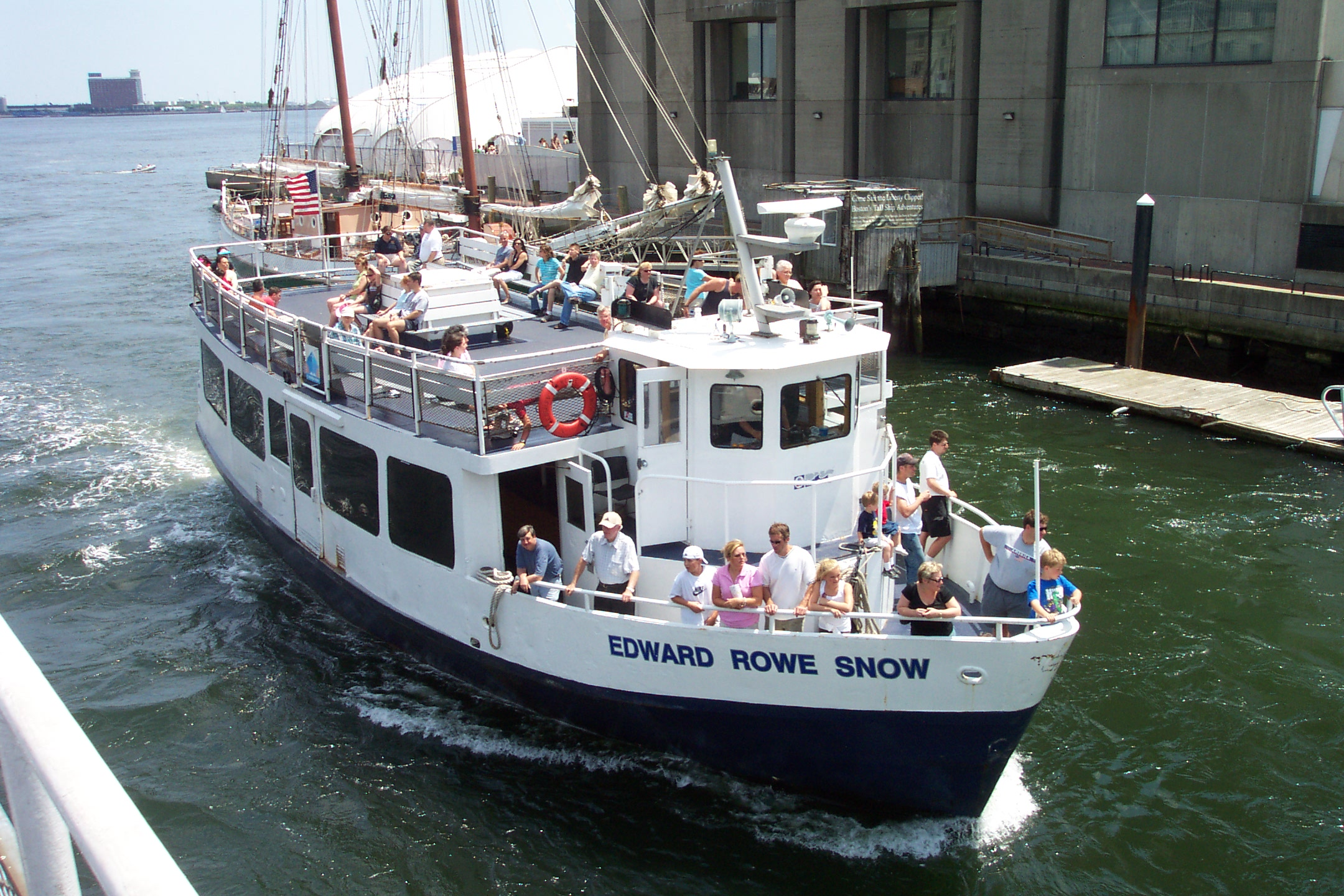
Судно Эдвард Роу Сноу с пассажирами из Чарльстона в порту F4.

### Пригородные
- «F1» — Обслуживает Роус Уорф в центре Бостона и бухту Хьюитта в Хингем. Управляется компанией Boston Harbor Cruises[2].
- «F2 и F2H» — Обслуживает Лонг Уорф в центре Бостона, Международный аэропорт Логана в Пембертон Пойнт и Верфь Фор Ривер в Куинси. Управляется Water Transportation Alternatives под маркой Harbor Express[3][4][5].

### Порт Бостона
- «F3 (прекращено)» — Обслуживает Лавджой Уорф и Военно-морскую верфь Бостона в Чарльзтауне. Свою работу начал в 1997 году в целях облегчения строительства Большого Бостонского тоннеля. Деятельность этого маршрута была прекращена в 2005 году после снижения пассажирских перевозок и повышения субсидий на пассажиров.
- «F4» — Обслуживает Лонг Уорф в Бостоне и Военно-морскую верфь Бостона в Чарльзтауне, управляется Boston Harbor Cruises[6].
- «F5 (прекращено)» — Обслуживает Лавджой Уорф и Бостонский Всемирный торговый центр. Также как и F3 был создан для строительства Большого Бостонского тоннеля в 1997 году. Деятельность этого маршрута была прекращена в 2005 году после снижения пассажирских перевозок и повышения субсидий на пассажиров.